# Gonia ornata
Gonia ornata är en tvåvingeart som beskrevs av Johann Wilhelm Meigen 1826. Gonia ornata ingår i släktet Gonia och familjen parasitflugor. Arten är reproducerande i Sverige. Inga underarter finns listade i Catalogue of Life.